# سامسونج جالكسي ستار بلس
سامسونج جالكسي ستار بلس (بالإنجليزية: Samsung Galaxy Star Plus)‏ هو هاتف ذكي من سامسونج ضمن سلسلة سامسونج جالاكسي يعمل بنظام أندرويد، تم طرحه في الأسواق في عام 2014.

## الخصائص
- نظام التشغيل: أندرويد (4.1.2 , JELLY BEAN)
- الكاميرا الخلفية: 2 ميجابكسل
- الشاشة: إل سي دي 800 × 480
- الوزن: 124 غرام (0.273 رطل)
- المعالج: ARM Cortex-A5 1,00 GHz
- السرعة: 512 ميجابايت
- التخزين: 4 جيجابايت

K.W.T-98